# Alexander Rybak

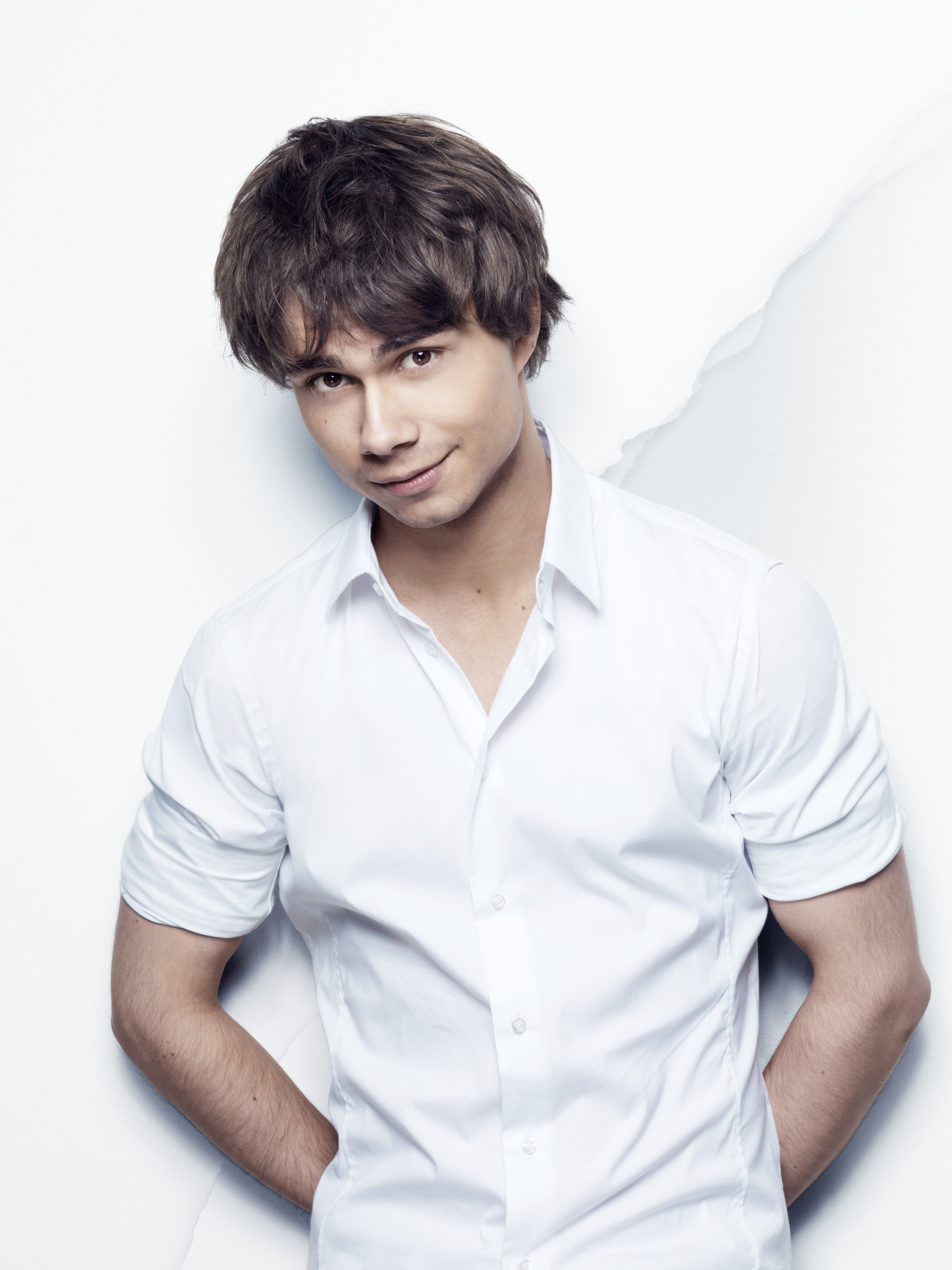
Alexander Rybak (2010)

Alexander Igorovitsj Rybak (entsprechend der norwegischen Schreibweise; belarussisch Алякса́ндр І́гаравіч Рыба́к, deutsche Transkription Aljaksándr Íharawitsch Rybák, durch Transkription der russischen Sprache Alexander Igorewitsch Rybak, * 13. Mai 1986 in Minsk) ist ein belarussisch-norwegischer Sänger, Violinist, Komponist und Schauspieler. 
Er wurde durch seinen Sieg mit dem Song Fairytale beim Eurovision Song Contest 2009 bekannt. Mit 387 Punkten erreichte er die höchste Punktzahl vor der Reform des Votingsystems im Jahr 2016 und mit 169 Punkten den größten Vorsprung in der Geschichte des Eurovision Song Contests.
2018 qualifizierte er sich abermals für Norwegen beim Eurovision Song Contest und belegte mit That’s How You Write a Song den 15. Platz.

## Leben

### Kindheit und Karrierebeginn
Alexander Rybak wurde 1986 in eine Künstlerfamilie in der Weißrussischen Sozialistischen Sowjetrepublik hineingeboren. Seine Mutter ist die Pianistin Natalia Walentinowna Rybak, sein Vater der Violinist Igor Alexandrowitsch Rybak. Im Alter von vier Jahren siedelte Rybak mit seinen Eltern nach Norwegen über. Dort wuchs er in Nesodden, einem Vorort von Oslo auf. Er spricht fließend Norwegisch, Englisch und Russisch. Bereits im Alter von fünf Jahren lernte er das Klavier- und Geigespielen. Ebenso widmete er sich dem Gesang und der Komposition eigener Musikstücke. Später übernahm er in Bergen das Amt des Konzertmeisters für Ung Symfoni, dem größten Jugend-Symphonieorchester Norwegens.
2004 erhielt Rybak in Norwegen den renommierten Anders-Jahres-Kulturpreis. Zwei Jahre später gewann er mit seinem selbstkomponierten Song Foolin’ den Talentwettbewerb Kjempesjansen des Norwegischen Rundfunks (NRK). Er trat unter anderem mit dem israelischen Violinisten Pinchas Zukerman auf und schlug neben der Arbeit als Sänger, Komponist und Violinist parallel eine Karriere als Schauspieler ein. Rybak übernahm unter anderem eine Hauptrolle in einer Inszenierung des Musicals Anatevka am Osloer Nye Teater, die ihm 2007 den Heddaprisen einbrachte. 2009 feierte Rybak sein Spielfilmdebüt mit einer Nebenrolle in Grete Salomonsens norwegischen Jugendfilm Yohan – Barnevandreren, der ab Anfang Dezember 2009 in den norwegischen Kinos zu sehen war.

### Teilnahme am Eurovision Song Contest 2009
Am 21. Februar 2009 entschied Rybak in Oslo den Melodi Grand Prix, die norwegische nationale Vorentscheidung zum Eurovision Song Contest 2009 in Moskau, mit dem Lied Fairytale für sich. Er hatte großen Vorsprung zum zweitplatzierten Titel Butterflies von Tone Damli Aaberge (Rybak erhielt 747.888 Punkte, Aaberge 121.856 Punkte).

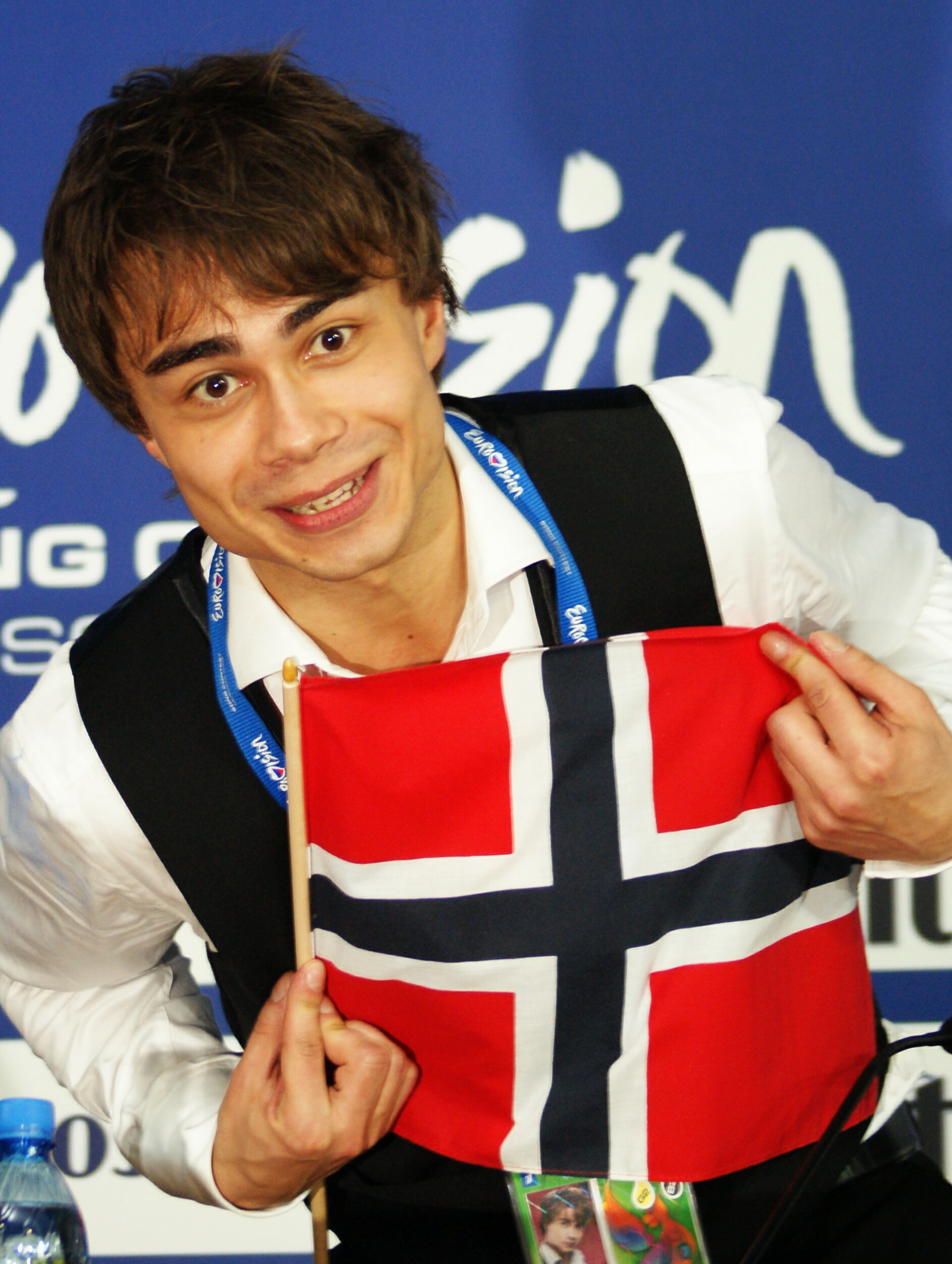
Alexander Rybak auf der Siegerpressekonferenz des Eurovision Song Contest 2009

Der Titel belegte im Frühjahr 2009 acht Wochen lang Platz eins der norwegischen Charts. Am 16. Mai 2009 gelang es Rybak, mit Rekordvorsprung den Eurovision Song Contest für sich zu entscheiden. Mit einer Gesamtpunktzahl von 387 Punkten überbot er den bisherigen Finalrekord von 292 Punkten, den die finnische Gruppe Lordi mit dem Titel Hard Rock Hallelujah 2006 in Athen aufgestellt hatte. Gleichzeitig erreichte der Beitrag den bis dahin größten Abstand zum Zweitplatzierten.

### Nach dem Songcontest 2009
2011 nahm er als Tänzer an der schwedischen Ausgabe von Let’s Dance teil. 2014 steuerte er das Lied Into a Fantasy zum Soundtrack des Films Drachenzähmen leicht gemacht 2 bei.
Rybak veröffentlichte mehrere Alben und Singles mit Songs in Englisch, Norwegisch, Belarussisch und Russisch. 2018 gewann er mit That’s How You Write a Song die norwegische Vorentscheidung zum Eurovision Song Contest 2018. Beim Wettbewerb in Lissabon belegte er mit 144 Punkten den 15. Platz.

## Diskografie

### Studioalben
| Jahr | Titel                      | Höchstplatzierung, Gesamtwochen, AuszeichnungChartplatzierungen (Jahr, Titel, Platzierungen, Wochen, Auszeichnungen, Anmerkungen) | Höchstplatzierung, Gesamtwochen, AuszeichnungChartplatzierungen (Jahr, Titel, Platzierungen, Wochen, Auszeichnungen, Anmerkungen) | Höchstplatzierung, Gesamtwochen, AuszeichnungChartplatzierungen (Jahr, Titel, Platzierungen, Wochen, Auszeichnungen, Anmerkungen) | Höchstplatzierung, Gesamtwochen, AuszeichnungChartplatzierungen (Jahr, Titel, Platzierungen, Wochen, Auszeichnungen, Anmerkungen) | Höchstplatzierung, Gesamtwochen, AuszeichnungChartplatzierungen (Jahr, Titel, Platzierungen, Wochen, Auszeichnungen, Anmerkungen) | Anmerkungen                                          |
| Jahr | Titel                      | DE | AT | CH | UK | NO | Anmerkungen                                          |
| ---- | -------------------------- | --- | --- | --- | --- | --- | ---------------------------------------------------- |
| 2009 | Fairytales                 | DE16 (4 Wo.)DE | AT46 (1 Wo.)AT | CH65 (1 Wo.)CH | — | NO1 (19 Wo.)NO | Erstveröffentlichung: 21. Mai 2009                   |
| 2010 | No Boundaries              | — | — | — | — | NO7 (9 Wo.)NO | Erstveröffentlichung: 16. Juni 2010                  |
| 2011 | Visa vid Vindens Ängar     | — | — | — | — | NO7 (7 Wo.)NO | Erstveröffentlichung: 15. Juni 2011 mit Mats Paulson |
| 2012 | Christmas Tales            | — | — | — | — | NO34 (1 Wo.)NO | Erstveröffentlichung: 23. November 2012              |
| 2015 | Trolle og den magiske fela | — | — | — | — | — | Erstveröffentlichung: 2. Dezember 2015               |

### Singles
| Jahr | Titel Album                   | Höchstplatzierung, Gesamtwochen, AuszeichnungChartplatzierungen (Jahr, Titel, Album, Platzierungen, Wochen, Auszeichnungen, Anmerkungen) | Höchstplatzierung, Gesamtwochen, AuszeichnungChartplatzierungen (Jahr, Titel, Album, Platzierungen, Wochen, Auszeichnungen, Anmerkungen) | Höchstplatzierung, Gesamtwochen, AuszeichnungChartplatzierungen (Jahr, Titel, Album, Platzierungen, Wochen, Auszeichnungen, Anmerkungen) | Höchstplatzierung, Gesamtwochen, AuszeichnungChartplatzierungen (Jahr, Titel, Album, Platzierungen, Wochen, Auszeichnungen, Anmerkungen) | Höchstplatzierung, Gesamtwochen, AuszeichnungChartplatzierungen (Jahr, Titel, Album, Platzierungen, Wochen, Auszeichnungen, Anmerkungen) | Anmerkungen                                                                    |
| Jahr | Titel Album                   | DE | AT | CH | UK | NO | Anmerkungen                                                                    |
| ---- | ----------------------------- | --- | --- | --- | --- | --- | ------------------------------------------------------------------------------ |
| 2009 | Fairytale Fairytales          | DE4 Gold · (20 Wo.)DE | AT10 (14 Wo.)AT | CH3 (7 Wo.)CH | UK10 Silber · (3 Wo.)UK | NO1 Gold · (22 Wo.)NO | Erstveröffentlichung: 15. Mai 2009                                             |
| 2009 | Funny Little World Fairytales | — | — | — | — | NO1 (9 Wo.)NO | nur in Norwegen veröffentlicht                                                 |
| 2009 | Roll with the Wind Fairytales | — | — | — | — | NO10 (2 Wo.)NO | Erstveröffentlichung: 12. Dezember 2009                                        |
| 2015 | Typisk norsk –                | — | — | — | — | NO12 Platin · (9 Wo.)NO | Katastrofe & Alexander Rybak                                                   |
| 2018 | That’s How You Write a Song – | — | — | — | — | NO28 Platin · (2 Wo.)NO | Erstveröffentlichung: 15. Januar 2018                                          |
| 2025 | Svenskejævel –                | — | — | — | — | NO4 (2 Wo.)NO | Erstveröffentlichung: 26. Februar 2025 mit Katastrofe, TIX, Ylvis und Staysman |

Weitere Singles
- 2009: I Don’t Believe in Miracles / Superhero
- 2010: Oah!
- 2010: Europe’s Skies
- 2011: Resan till dig
- 2011: Небасхіл Еўропы (aus „Budzma! Tuzin. Perasagruzka-2“)
- 2012: I’ll Show You
- 2012: Leave Me Alone
- 2013: 5 to 7 Years
- 2014: Into a Fantasy
- 2014: What I Long For
- 2015: Kotik
- 2016: I Love You as Before
- 2016: I Came to Love You
- 2016: Return
- 2016: Foolin’
- 2018: Mom

### Videoalben
- 2009: Fairytale – The Movie

## Auszeichnungen für Musikverkäufe
| Goldene Schallplatte - Dänemark - 2024: für die Single Fairytale - Finnland - 2009: für die Single Fairytale - Schweden - 2009: für das Album Fairytales | Platin-Schallplatte - Schweden - 2009: für die Single Fairytale 5× Goldene Schallplatte - Russland - 2009: für das Album Fairytales |

Anmerkung: Auszeichnungen in Ländern aus den Charttabellen bzw. Chartboxen sind in ebendiesen zu finden.
| Land/RegionAuszeichnungen für Musikverkäufe (Land/Region, Auszeichnungen, Verkäufe, Quellen) | Silber  | Gold     | Platin     | Verkäufe | Quellen              |
| -------------------------------------------------------------------------------------------- | ------- | -------- | ---------- | -------- | -------------------- |
| Dänemark (IFPI)                                                                              | —       | Gold1    | —          | 45.000   | ifpi.dk              |
| Deutschland (BVMI)                                                                           | —       | Gold1    | —          | 150.000  | musikindustrie.de    |
| Finnland (IFPI)                                                                              | —       | Gold1    | —          | 6.887    | ifpi.fi              |
| Norwegen (IFPI)                                                                              | —       | Gold1    | 2× Platin2 | 105.000  | ifpi.no NO2          |
| Russland (NFPF)                                                                              | —       | Gold1    | 2× Platin2 | 50.000   | 2m-online.ru         |
| Schweden (IFPI)                                                                              | —       | Gold1    | Platin1    | 40.000   | sverigetopplistan.se |
| Vereinigtes Königreich (BPI)                                                                 | Silber1 | —        | —          | 200.000  | bpi.co.uk            |
| Insgesamt                                                                                    | Silber1 | 6× Gold6 | 5× Platin5 |          |                      |

## Filmografie
- 2009: Yohan – Barnevandreren
- 2009: Fairytale – The Movie
- 2010: Sprecher des Wikingers Hikkin in der norwegischen Synchronisation von Drachenzähmen leicht gemacht
- 2013: Solayoh – Aljona Lanskaja (Musikvideo)
- 2014: Sprecher des Wikingers Hikkin in der norwegischen Synchronisation von Drachenzähmen leicht gemacht 2

## Auszeichnungen
- 2004: Anders-Jahres-Kulturpreis
- 2006: Gewinn des Talentwettbewerbs Kjempesjansen
- 2007: Heddaprisen für Anatevka (Oslo Nye Teater)[7]
- 2009: Sieg beim Eurovision Song Contest 2009
- 2010: Spelleman